# 白珠母贝
白珠母贝（学名：Pinctada albina）是莺蛤目莺蛤科真珠蛤属的一种。

## 分佈
本物種見於台灣，海南三亞及西沙永興島、琛航島、趙述島、晉卿島、樹島等南中國海的多個島嶼，以及南韓。
常棲息於低潮線至潮下線淺水海域、以足絲附著於岩石或珊瑚礁上。